# 丰惠镇
丰惠镇，中国浙江省绍兴市上虞区下辖的一个镇。

## 辖区
该镇辖有：	庙弄社区、东门社区、南街社区、北门村、西南门村、东光村、双溪村、后山村、凤鸣村、虞光村、五云村、渔门村、祝家庄村、南源村、通明村、盛茂村、夏王村、三溪村、西溪湖村、西郊村、永庆村、孟尝村、南门村、西湖村、东门村、丰南村、谢桥村、陈夏谢村、虞东村、夹塘村、